# Escuintla (município do México)
Escuintla é um município do estado do Chiapas, no México. A população do município calculada no censo 2005 era de 27.364 habitantes.